# Kniha Cizincova
Kniha Cizincova (v anglickém originále Book of the Stranger) je čtvrtý díl šesté řady seriálu Hra o trůny stanice HBO. Celkově se jedná o 54 epizodu. Mezi hlavní vystupující postavy patří Jon Sníh, Sansa Stark, Tyrion Lannister, Jorah, Daario, Daenerys Targaryen a Cersei Lannister.

## Děj

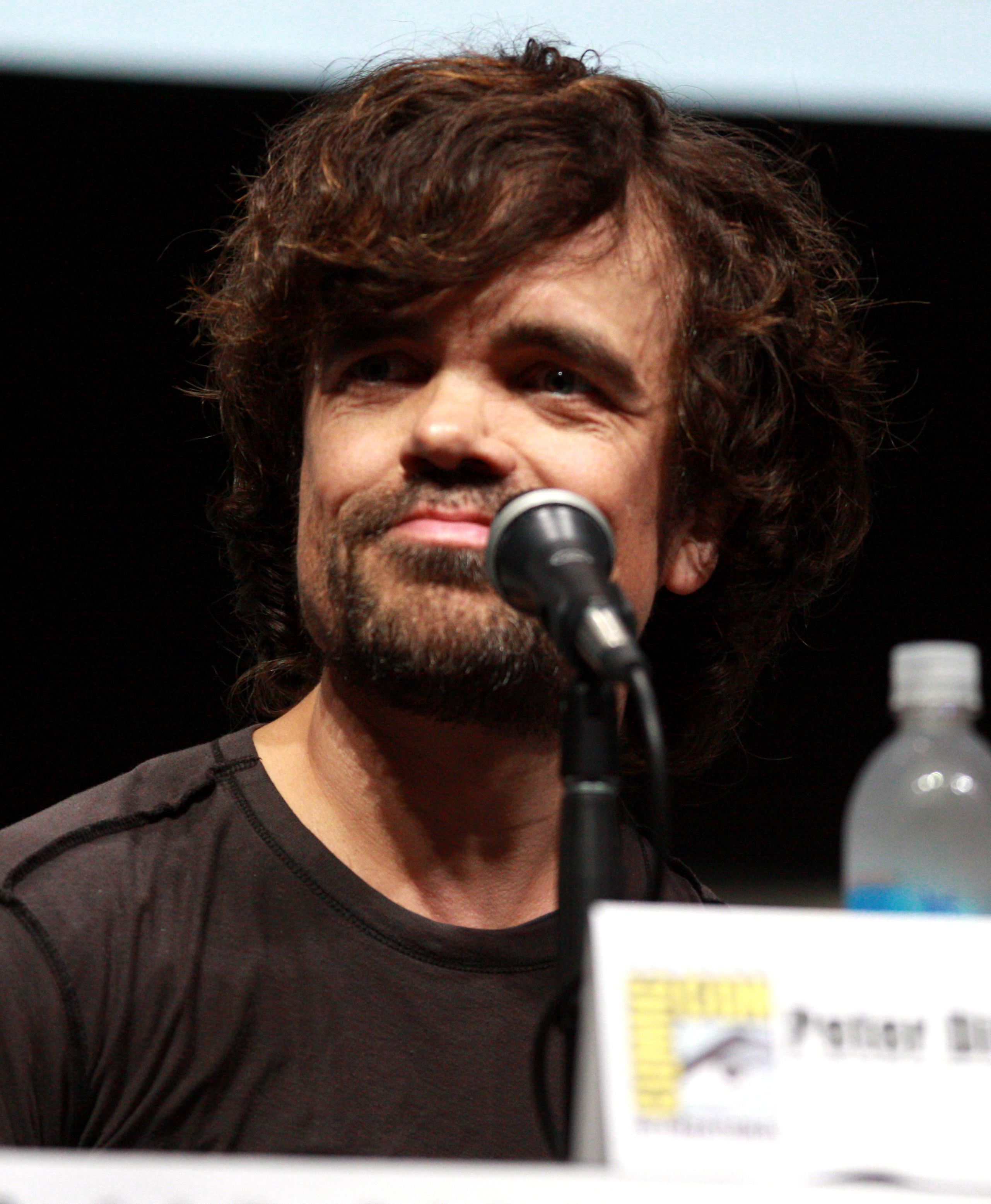
Peter Dinklage, který ztvární postavu Tyriona Lannistera

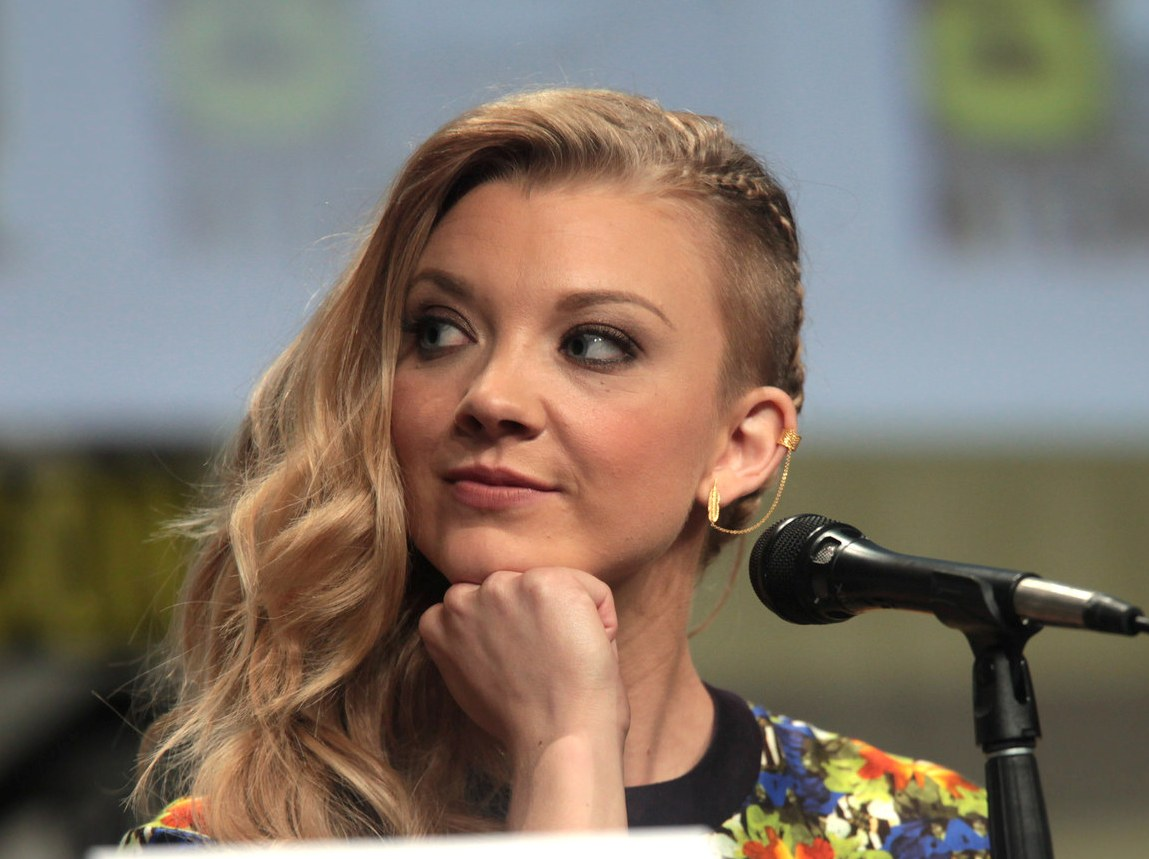
Natalie Dormerová jako Margaery Tyrell

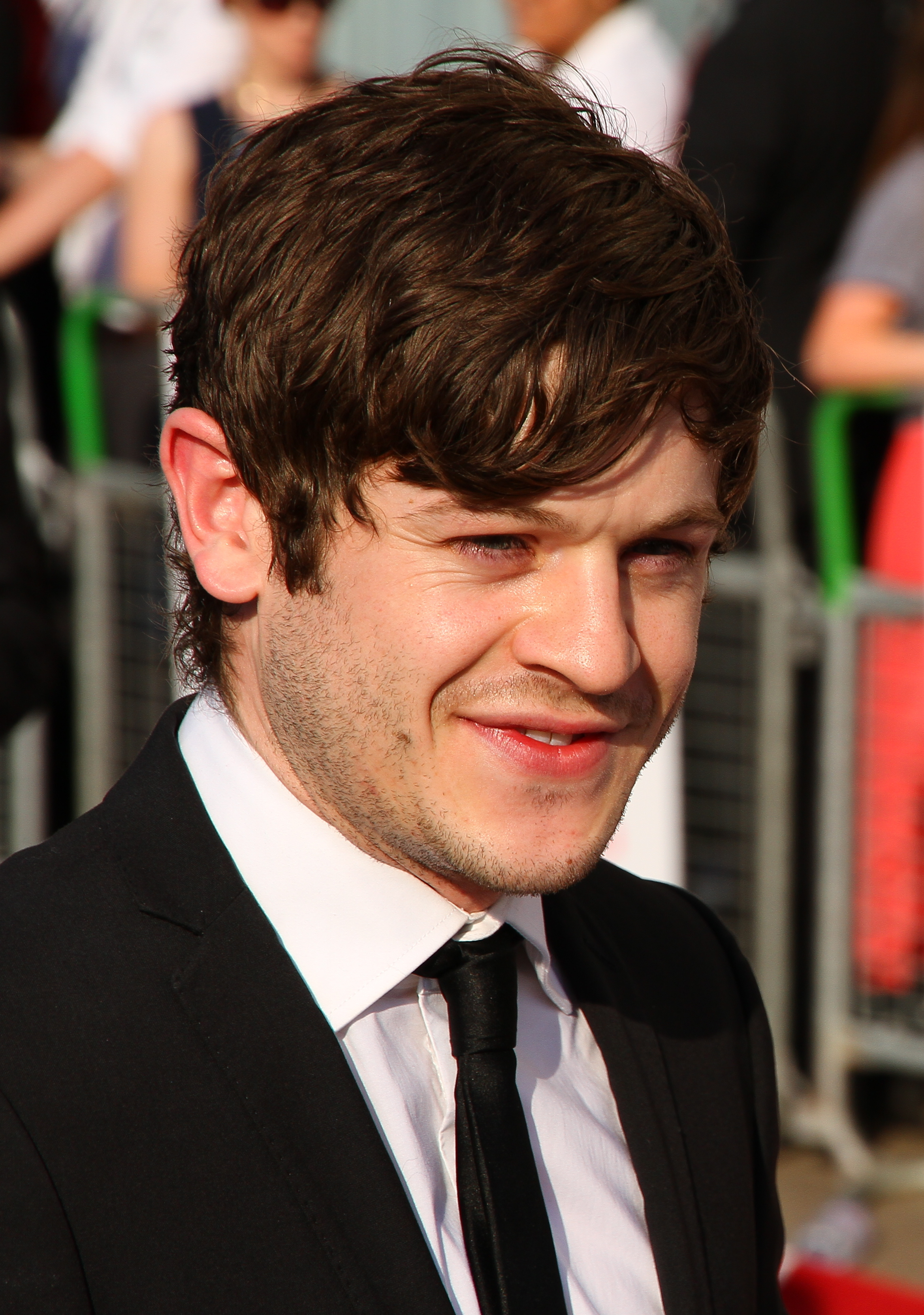
Herec ztvárnící postavu Ramseyho Boltona; Iwan Rheon

### Na Zdi
Epizoda začíná příběhem Jona Sněha (Kit Harington) na Černém hradu, který se chystá odejít od Noční hlídky a putovat na jih. Jeho plány ale přeruší nečekaná návštěva jeho nevlastní sestry Sansy (Sophie Turner) a jejího doprovodu: Brienne z Tarthu (Gwendoline Christie) a Podricka Payna (Daniel Portman). Jona setkání se sestrou těší, ta jej ale překvapí nápadem dobýt zpět Sever s Divokými. Jon plány na dobytí Severu odmítá.
Jon nahlas čte dopis od Ramseyho Boltona. Ten mu vyhrožuje, že pobije všechny Divoké na jižní straně Zdi, pokud mu nevěstu Sansu nevrátí, což ale Jon udělat nechce. Nakonec souhlasí se Sansiným nápadem na vytvoření armády a dobytí Severu zpět.

### Orlí hnízdo
V další scéně se objevuje lord Royce (Rupert Vansittart), který právě cvičí lorda Orlího hnízda Robina Arryna (Lino Facioli) v lukostřelbě. Záhy přijíždí v kočáře i Malíček (Aiden Gillen), který pro prince veze dárek – raroha loveckého. Lord Royce konfrontuje Malíčka a viní ho z toho, že Sansu Stark, jeho chráněnkyni, provdal za Ramseyho Boltona. Karty se ale obrátí, když Malíček Roycovi řekne, že jediný, kdo o Sansině cestě na Sever byl právě Royce a tedy to musel být on, kdo nepřátelům řekl, kam Sansa cestuje. I přesto se lord Royce vyhne popravě, když se ho před pánem Údolí zastane Malíček. Malíček nabádá malého lorda Robina Arryna, aby mu propůjčil armádu, která by později mohla Sanse pomoci. Robin přijímá.

### Za Úzkým mořem
Děj se přesouvá do Meereenu, kam Tyrion Lannister (Peter Dinklage) pozval zástupce vyšší šlechty blízkých otrokářských měst, aby s nimi uzavřel dohodu. Červ (Jacob Anderson) a Missandei (Nathalie Emmanuel) s jeho plánem nesouhlasí. Pozváni jsou tři muži, každý z jiného města; z Astaporu, Yunkaje i z Volantisu. Tyrion diplomatům nabídne, že výměnou za to, že přestanou podporovat Syny Harpyje, on jim umožní zrušit otroctví do sedmi let. Ti souhlasí.
Jorah (Iain Glen) s Daariem (Michiel Huisman) pokračují v pátrání po Daenerys Targaryen a dorazí do Vaes Dothrak, kde je vězněna. V posvátném městě je zakázané nosit zbraně a aby se mohli oba vydávat za obchodníky z vínem, musí zbraně nechat před městem. Daario si všimne, že se Jorah nakazil lupusem. Při průzkumu města narazí na dva příslušníky jednoho z dothrackých kmenů, ti si ale všimnou, že nejde o obchodníky a začnou bojovat. Ještě než ale stačí přivolat pomoc Daario je oba zabije. Mezitím je Daenerys s dalšími vdovami po khalech v chrámu Dosh Khaleen, kde ji jedna z vdov vypráví svůj život. Daenerys jde společně s ní pro vodu, kde je najde Daario s Jorahem. Ale místo toho, aby se pokusili utéct, navrhne Dany nový plán.
Ve Vaes Dothrak se pořádá Daenerysin soud. Několik khalů má vyřknout rozsudek nad manželkou khala Droga, která se po smrti manžela nevrátila do Vaes Dothrak, jak káže tradice. Daenerys je prohlásí za „malé muže, kteří nemohou vést Dothraky“. Místo toho se sama nabídne jako vládkyně pro sjednocený národ Dothraků, načež se jí khalové vysmějí. Pomocí nádob s ohněm zapálí celý dřevěný dům a nechá khaly uhořet, zatímco ona sama, jakožto Nespálená a Matka draků, vyjde vítězně ven, kde před ní pokleknou všichni Dothrakové, protože ji pokládají za bohyni.

### Královo přístaviště
Mezitím v Králově přístavišti hovoří Margaery Tyrell (Natalie Dormerová) s Nejvyšším vrabčákem (Jonathan Pryce). Ten jí vypráví svůj životní příběh o tom, jak se ze zhýralého měšťana stal věřící. Nakonec jí také dovolí navštívit jejího bratra Lorase Tyrella (Finn Jones), který je vězněn za vztah s mužem. Přemlouvá ho, aby se nevzdával a hlavně se nepřiznával k ničemu, čím by tím pošpinil čest rodu.
O několik metrů dále hovoří Tommen Lannister (Dean-Charles Chapman) s velmistrem Pycellem (Julian Glover). Vyruší je Tommenova matka Cersei (Lena Headeyová), které Tommen prozradí, že pravidelně mluví s Nejvyšším vrabčákem. Krátce nato Cersei a Jaime (Nikolaj Coster-Waldau) vstupují do zasedání Malé Rady, odkud je nejdříve matka Margaery Ollena (Diana Rigg) vyhání, avšak brzy se ukáže, že mají společné zájmy a shodnou se na to, že Nejvyššího vrabčáka je nutné zničit.

### Železné ostrovy
Na Železné ostrovy se po dlouhé době vrací Theon Greyjoy (Alfie Allen). Shodou okolností právě probíhá královolba; Theonův otec a vládce Železných ostrovů zemřel. Theonova sestra Yara (Gemma Whelan) si myslí, že se chce o trůn ucházet, ale on ji vyvede z omylu.

### Zimohrad
Ramsay Bolton (Iwan Rheon) se setkává s Ošou (Natalia Tena). Ta se pokusí Ramseyho svést, aby ho mohla později zabít. On ale lest prohlédne a Ošu zabije.

## Produkce
Scénář epizody Kniha Cizincova byl napsán Davidem Benioffem a D. B. Weissem. Část materiálu byla převzata z třinácté kapitoly knihy Tanec s draky, jejímž vypravěčem je Jon. Některé prvky jsou také údajně založeny na ději dosud nevydaného pokračování série, které nese název Větry zimy.
Režisérem epizody byl Daniel Sackheim, který již režíroval i epizodu Křivopřísežník.
Závěrečná scéna, kdy hoří chrám Dosh Khaleen, byla natáčena na dvou místech. Záběry, ve kterých vystupuje Emilia Clarke jsou natáčeny v Belfastu, zatímco samotné záběry hořícího chrámu byly točeny ve Španělsku. Po odvysílání epizody se Emilia nechala slyšet, že v této scéně, kde vystupuje nahá, nevystupoval žádný dvojník, ale skutečně ona.